# PORT.ro
PORT.ro a fost un portal cultural online, parte a PORT-network, activ din iunie 1996 până în 11 ianuarie 2017. A fost un portal de Internet pentru divertisment, distracție și timp liber.

## Conținut
PORT.ro oferă exporturi — pentru multe formate media — cu informații detaliate din următoarele categorii:
- Program TV: Programul detaliat pentru 243 posturi TV, cu descrieri ale filmelor, ale emisiunilor, incluzând captură TV, precum și caseta „Acum la TV”.
- Program cinema: Toate cinematografele la nivel național, precum și programul acestora la zi și în avans, cu descrieri detaliate ale filmelor (peste 110.000 de filme), trailere traduse, cronici, fotografii, distribuția completă cu biografia actorilor, recomandări etc.
- Programul concertelor: Cele mai importante evenimente muzicale din București și din marile orașe. Toate genurile de muzică,  programele concertelor de la  filarmonici până la cluburi. Recomandări speciale însoțite de fotografie/afiș și text original. Recomandări cluburi și party.
- Programul teatrelor: Programul la zi și în avans al teatrelor din București și din toată țara, premiere și repertoriul curent, descrieri detaliate ale spectacolelor și teatrelor, distribuția completă, recomandări, imagini & trailere, arhivă începând cu 2001.
- Programul festivalurilor: Calendarul festivalelor din România, din toate genurile, cu accent pe cele de teatru, film și muzică. Prezentări detaliate cu date, program, participanți, facilități, plus recomandări cu text original, fotografii și afișe.
- Bază de date cu peste 1.800 de restaurante: Actualizată aproape zilnic, acoperă cele mai importante orașe din țară; oferă informații despre specific, orar, ambient, prețuri și modalități de plată etc. Galerii foto și recomandări restaurante, cafenele, cluburi etc.
- Recomandări: Secțiune de recomandări generale, cu avans permanent de șapte zile, actualizate zilnic, despre teatru, film, premiere, concerte, turnee, expoziții, lansări de carte, emisiuni tv, evenimente sportive, târguri etc., realizate de specialiștii Port.ro.
- Peste 100.000 de poze și 3.300 de videoclipuri.

În momentul de față PORT.ro are un milion de vizitatori unici lunar cu peste 12 milioane de afișări.
PORT.ro este pe locul 2 in clasamentul site-urilor culturale din România.

### Utilizare în media
Totodată, PORT.ro, ca furnizor de conținut, exportă informații de gen către portaluri românești importante precum: Kappa.ro, Acasa.ro, 123start.ro, Desprecopii.com, Rol.ro, Jurnalul.ro, Ele.ro, Hotnews.ro, Informmedia.ro, Bascalie.ro.
PORT.ro exportă informații despre programul TV și/sau teatru și cinematografe și pentru tipar: TV Mania, TV Satelit, Graiul Maramureșului, Hunedoreanul, Bihoreanul, Renașterea bănățeană, Glasul Aradului.
De asemenea, site-ul furnizează televiziunilor digitale Boom TV, Dolce TV și UPC programul TV complet (EPG; Electronic Program Guide) pentru canalele oferite de acestea abonaților săi. PORT.ro livrează EPG (Electronic Program Guide) și pentru mai noile televiziuni pe Internet (IPTV) Akta TV, Ines.ro, I-tv, Multimedia Network (Zalău).